# 長野飛行場

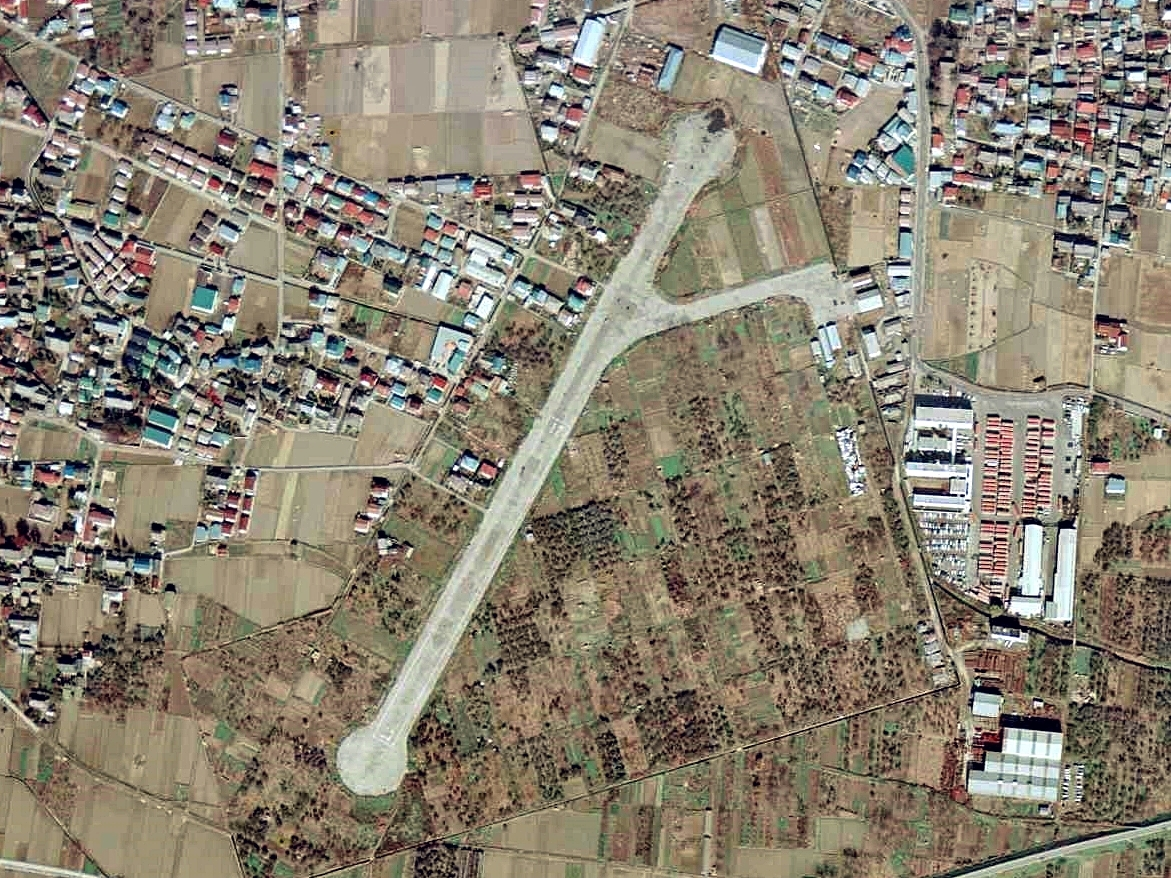
長野飛行場の空中写真（1975年）

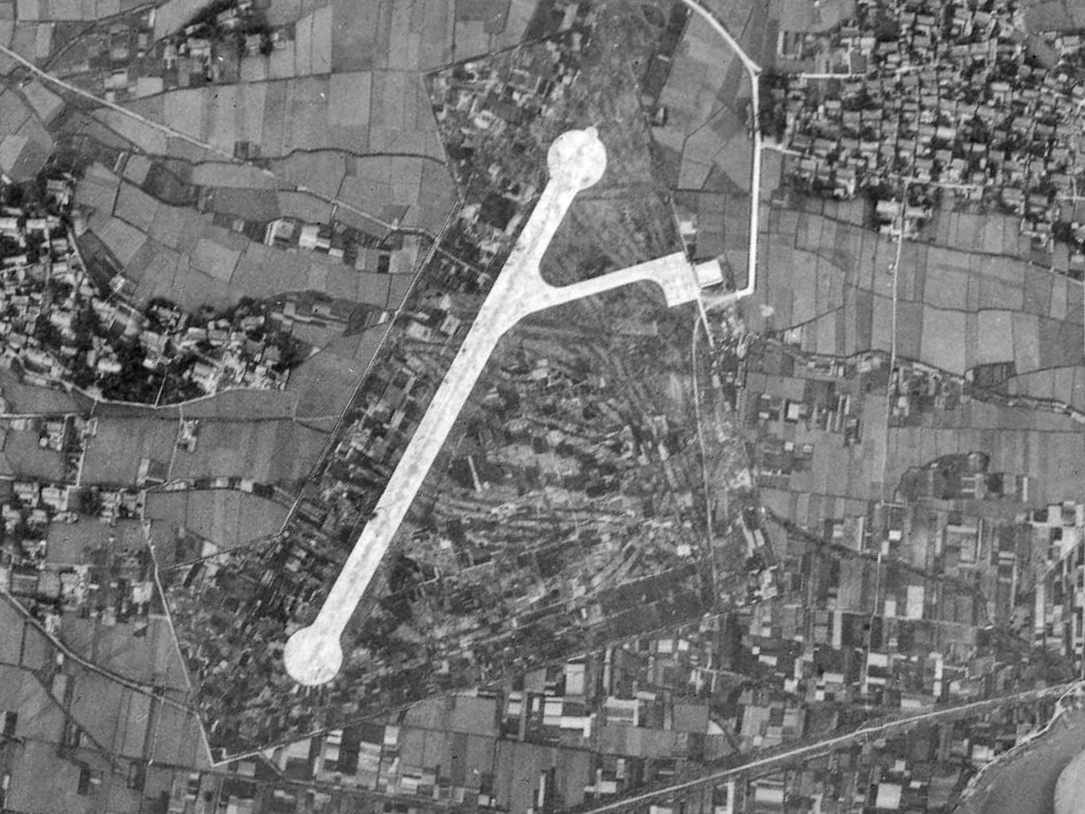
終戦間もない長野飛行場の空中写真（1947年・元長野愛国飛行場）

長野飛行場（ながのひこうじょう）は、1990年（平成2年）まで長野県長野市大豆島地区に存在した飛行場である。

## 沿革
- 1933年（昭和8年） - 長野市が都市計画事業として公共飛行場の設置を計画
- 1937年（昭和12年）
  - 8月2日 - 逓信省より許可を得て着工
  - 10月18日 - 起工式行われる
- 1938年（昭和13年）10月18日 - 竣工式行われる
- 1939年（昭和14年）
  - 3月28日 - 逓信省より開始認可が下り、長野市営の愛国長野飛行場として開場。滑走路は625m×30m、陸上総面積24万8千40㎡（75,164坪）
  - 7月15日 - 小型飛行機により東京・大阪などに定期便運航、利用者は少なかった
  - 7月26日 - 愛国長野飛行場が逓信省に献納される
- 1941年（昭和16年） - 日本陸軍に接収されて軍用飛行場となり、練習機が配備される
- 1944年（昭和19年） - 松代大本営建設に伴い東部軍管区の軍人が村役場に来庁。飛行場を北東方向へ拡張することを伝え、地主を集め承諾書に捺印させる
- 1945年（昭和20年）
  - 1月 - 陸軍航空本部経理部第三特設作業隊隊長菅又親一建技中尉の指揮の下、隊員200余名、朝鮮からの徴用工員300余名、勤労奉仕隊約100名により、北東方向へ拡張工事、誘導路の建設、飛行機を隠すための掩体壕造りが始まる。滑走路は2000m×150m
  - 4月 - 拡張工事等完成
  - 8月13日 - 長野空襲により長野飛行場（飛行機、格納庫、掩体）及び周辺民家も被災する[1]
  - 8月15日 - 終戦後長野市に返却される。また陸軍により拡張された部分も地主に返還される
- 1953年（昭和28年） - 運輸省より場外離着陸場長野飛行場とされ、民間飛行場として開場する。当初はセスナ機が飛んでいた。のち、報道機関や長野県警察のヘリポートとして利用される
- 1990年（平成2年）6月 - 閉鎖。現在、当飛行場の跡地には市営住宅や長野市立犀陵中学校などが建築されている

- 長野飛行場跡地碑
- 弧を描く長野飛行場跡地ターニングパッド跡（北方）
右は川合新田団地のアパート建物